# Niklas Moisander
Niklas Kristian Moisander (Turku, 29 settembre 1985) è un ex calciatore finlandese, di ruolo difensore.
È stato nominato per due anni consecutivi calciatore finlandese dell'anno (2012 e 2013).

## Biografia
È fratello gemello del portiere Henrik Moisander.

## Caratteristiche tecniche
Difensore centrale mancino, ma abile anche col piede destro, rapido e dotato di ottima tecnica e visione di gioco che lo rendono il primo regista nella fase di costruzione della manovra nella propria squadra; è anche in possesso di un grande calcio, sia di destro che di sinistro, che spesso lo rende pericoloso con tiri da fuori area. All'occorrenza può essere schierato anche come terzino sinistro.

## Carriera

### Club

#### Gli inizi: TPS, Ajax e PEC Zwolle
Cresciuto nelle giovanili del TPS, il 5 giugno 2003 a 17 anni si trasferisce, insieme al fratello gemello Henrik, nei Paesi Bassi per giocare nell'Ajax.
Dopo tre stagioni disputate nelle giovanili dei Lancieri (una nell'Ajax-A1 e altre due con lo Jong Ajax) svincolatosi si accasa al PEC Zwolle con il quale in due stagioni gioca 71 presenze con 5 gol in Eerste Divisie.

#### AZ
L'11 luglio 2008 si trasferisce per 600.000 euro all'AZ in Eredivisie, il 20 settembre esordisce giocando dal primo minuto la sfida di Campionato AZ-PSV 1-0; la prima rete la realizza invece il 3 ottobre seguente al 60' della sfida vinta per 6 a 0 contro lo Sparta Rotterdam. La stagione si conclude con la vittoria finale del Campionato.
La stagione seguente lo vede il 25 luglio 2009 aggiudicarsi la Supercoppa d'Olanda (vinta per 5 a 1 contro l'Heerenveen) e compiere l'esordio in UEFA Champions League il 16 settembre seguente nella sfida persa 1 a 0 contro l'Olympiacos in Grecia.
Dopo la partenza di Stijn Schaars allo Sporting Lisbona nel giugno 2011 diventa il nuovo capitano dei Cheese Farmers.
Nell'esperienza ad Alkmaar Moisander gioca in totale 111 partite in Campionato con 3 gol, 11 con 1 gol in KNVB beker ed altre 27 presenze condite da 1 gol in Coppe europee (5 in Champions e 22 in Europa League).

#### Il ritorno all'Ajax
Il 21 agosto 2012 l'Ajax riacquista il calciatore, pagandolo all'AZ 3 milioni di euro, per sostituire Jan Vertonghen appena ceduto al Tottenham; quattro giorni dopo esordisce con I Lancieri nella gara vinta 5 a 0 contro il NAC Breda nella quale Moisander segna il gol del momentaneo raddoppio.
Il 3 ottobre seguente segna il suo primo gol in UEFA Champions League nella partita persa per 4-1 contro il Real Madrid; si replica la gara successiva vinta per 3 a 1 contro il Manchester City. Conclude la sua prima stagione all'Ajax con la vittoria del Campionato (il suo secondo personale) nel quale gioca 29 partite mettendo a segno ben 4 gol.
La stagione seguente vince sia la Supercoppa d'Olanda che l'Eredivisie giocando in totale 33 partite mettendo a segno un gol il 23 agosto 2013 contro l'Heerenveen.
Nella stagione 2014-2015 diventa il capitano del club di Amsterdam, a seguito della cessione di Siem de Jong, giocando 31 partite contando tutte le competizioni.
In tutto con la maglia dell'Ajax ha messo insieme 105 presenze e 7 gol segnati.

#### Sampdoria e Werder Brema
Il 25 marzo 2015 sottoscrive con la Sampdoria un contratto triennale valido dal 1º luglio seguente a circa 800 mila euro l'anno. Sceglie di indossare la maglia numero 4 come ai tempi dell'Ajax. Il 30 agosto esordisce in blucerchiato subentrando al 89º minuto a Eder della sfida pareggiata in trasferta per 2 a 2 contro il Napoli.
Il 9 luglio 2016 viene ceduto a titolo definitivo alla squadra tedesca del Werder Brema Nell'estate 2019 viene nominato nuovo capitano a seguito della partenza di Max Kruse. Nel maggio 2021 la dirigenza annuncia che il suo contratto in scadenza non sarebbe stato rinnovato e che quindi, dopo cinque stagioni, il giocatore avrebbe lasciato la squadra.

#### Malmö
Il 1º luglio 2021 Moisander viene presentato dagli svedesi del Malmö FF, con cui firma un contratto fino al termine della stagione 2022. In tre campionati e mezzo, tuttavia, complici alcuni problemi fisici, ha totalizzato solamente 29 presenze. Si è ritirato al termine della stagione 2024 all'età di 39 anni.

### Nazionale
Dopo aver giocato 69 partite con 4 gol nelle Selezioni giovanili finlandesi, il 29 maggio 2008 debutta in Nazionale maggiore all'81' della partita amichevole persa per 2 a 0 contro la Turchia.
Gioca la sua prima partita da titolare il 19 novembre 2008 nella gara Svizzera-Finlandia 1-0. Il 10 ottobre 2009 contro il Galles segna il suo primo gol in Nazionale che dà la vittoria della gara al 77º minuto.
Diventa capitano della Finlandia il 10 agosto 2011 in occasione della partita vinta per 2 a 0 contro la Lettonia. La seconda rete in Nazionale la sigla il 14 agosto 2013 sbloccando il risultato della partita Finlandia-Slovenia 2-0.

## Statistiche

### Presenze e reti nei club
Statistiche aggiornate al 17 luglio 2023
| Stagione            | Squadra             | Campionato          | Campionato | Campionato | Coppe nazionali | Coppe nazionali | Coppe nazionali | Coppe continentali | Coppe continentali | Coppe continentali | Altre coppe | Altre coppe | Altre coppe | Totale | Totale |
| Stagione            | Squadra             | Comp                | Pres       | Reti       | Comp            | Pres            | Reti            | Comp               | Pres               | Reti               | Comp        | Pres        | Reti        | Pres   | Reti   |
| ------------------- | ------------------- | ------------------- | ---------- | ---------- | --------------- | --------------- | --------------- | ------------------ | ------------------ | ------------------ | ----------- | ----------- | ----------- | ------ | ------ |
| 2002                | TPS                 | Y                   | 8          | 0          | CF              | 0               | 0               | -                  | -                  | -                  | -           | -           | -           | 8      | 0      |
| 2003                | TPS                 | Y                   | 9          | 0          | CF              | 0               | 0               | -                  | -                  | -                  | -           | -           | -           | 9      | 0      |
| Totale TPS          | Totale TPS          | Totale TPS          | 17         | 0          |                 | -               | -               |                    | -                  | -                  |             | -           | -           | 17     | 0      |
| 2006-2007           | PEC Zwolle          | EE                  | 34         | 1          | CO              | 0               | 0               | -                  | -                  | -                  | -           | -           | -           | 34     | 1      |
| 2007-2008           | PEC Zwolle          | EE                  | 37         | 4          | CO              | 1               | 0               | -                  | -                  | -                  | -           | -           | -           | 38     | 4      |
| Totale PEC Zwolle   | Totale PEC Zwolle   | Totale PEC Zwolle   | 71         | 5          |                 | 1               | 0               |                    | -                  | -                  |             | -           | -           | 72     | 5      |
| 2008-2009           | AZ                  | ED                  | 22         | 1          | CO              | 2               | 0               | -                  | -                  | -                  | -           | -           | -           | 24     | 1      |
| 2009-2010           | AZ                  | ED                  | 28         | 1          | CO              | 3               | 0               | UCL                | 5                  | 0                  | SO          | 1           | 0           | 37     | 1      |
| 2010-2011           | AZ                  | ED                  | 29         | 0          | CO              | 3               | 0               | UEL                | 8                  | 0                  | -           | -           | -           | 40     | 0      |
| 2011-2012           | AZ                  | ED                  | 30         | 1          | CO              | 5               | 1               | UEL                | 14                 | 1                  | -           | -           | -           | 49     | 3      |
| 2012-ago. 2012      | AZ                  | ED                  | 2          | 0          | CO              | 0               | 0               | -                  | -                  | -                  | -           | -           | -           | 2      | 0      |
| Totale AZ           | Totale AZ           | Totale AZ           | 111        | 3          |                 | 13              | 1               |                    | 27                 | 1                  |             | 1           | 0           | 152    | 5      |
| ago. 2012-2013      | Ajax                | ED                  | 29         | 4          | CO              | 4               | 0               | UCL+UEL            | 6+2                | 2+0                | -           | -           | -           | 41     | 6      |
| 2013-2014           | Ajax                | ED                  | 23         | 1          | CO              | 4               | 0               | UCL+UEL            | 4+1                | 0                  | SO          | 1           | 0           | 33     | 1      |
| 2014-2015           | Ajax                | ED                  | 25         | 0          | CO              | 0               | 0               | UCL+UEL            | 5+0                | 0                  | SO          | 1           | 0           | 31     | 0      |
| Totale Ajax         | Totale Ajax         | Totale Ajax         | 77         | 5          |                 | 8               | 0               |                    | 18                 | 2                  |             | 2           | 0           | 105    | 7      |
| 2015-2016           | Sampdoria           | A                   | 22         | 0          | CI              | 1               | 0               | UEL                | 0                  | 0                  | -           | -           | -           | 23     | 0      |
| 2016-2017           | Werder Brema        | BL                  | 30         | 0          | CG              | 1               | 0               | -                  | -                  | -                  | -           | -           | -           | 31     | 0      |
| 2017-2018           | Werder Brema        | BL                  | 25         | 2          | CG              | 3               | 0               | -                  | -                  | -                  | -           | -           | -           | 28     | 2      |
| 2018-2019           | Werder Brema        | BL                  | 30         | 0          | CG              | 4               | 0               | -                  | -                  | -                  | -           | -           | -           | 34     | 0      |
| 2019-2020           | Werder Brema        | BL                  | 22+1       | 0+0        | CG              | 3               | 1               | -                  | -                  | -                  | -           | -           | -           | 26     | 1      |
| 2020-2021           | Werder Brema        | BL                  | 18         | 0          | CG              | 5               | 0               | -                  | -                  | -                  | -           | -           | -           | 23     | 0      |
| Totale Werder Brema | Totale Werder Brema | Totale Werder Brema | 126        | 2          |                 | 16              | 1               |                    | -                  | -                  |             | -           | -           | 142    | 3      |
| lug. 2021-2021      | Malmö               | A                   | 9          | 0          | SC              | 0               | 0               | UCL                | 8                  | 0                  | -           | -           | -           | 17     | 0      |
| 2022                | Malmö               | A                   | 8          | 0          | SC              | 4               | 0               | UCL                | 9                  | 1                  | -           | -           | -           | 21     | 1      |
| 2023                | Malmö               | A                   | 10         | 0          | SC              | 1               | 0               | -                  | -                  | -                  | -           | -           | -           | 11     | 0      |
| Totale Malmö        | Totale Malmö        | Totale Malmö        | 27         | 0          |                 | 5               | 0               |                    | 17                 | 1                  |             |             |             | 49     | 1      |
| Totale carriera     | Totale carriera     | Totale carriera     | 453        | 15         |                 | 44              | 2               |                    | 62                 | 3                  |             | 3           | 0           | 562    | 20     |

### Cronologia presenze e reti in nazionale
| Cronologia completa delle presenze e delle reti in nazionale ― Finlandia | Cronologia completa delle presenze e delle reti in nazionale ― Finlandia | Cronologia completa delle presenze e delle reti in nazionale ― Finlandia | Cronologia completa delle presenze e delle reti in nazionale ― Finlandia | Cronologia completa delle presenze e delle reti in nazionale ― Finlandia | Cronologia completa delle presenze e delle reti in nazionale ― Finlandia | Cronologia completa delle presenze e delle reti in nazionale ― Finlandia | Cronologia completa delle presenze e delle reti in nazionale ― Finlandia |
| Data                                                                     | Città                                                                    | In casa                                                                  | Risultato                                                                | Ospiti                                                                   | Competizione                                                             | Reti                                                                     | Note                                                                     |
| ------------------------------------------------------------------------ | ------------------------------------------------------------------------ | ------------------------------------------------------------------------ | ------------------------------------------------------------------------ | ------------------------------------------------------------------------ | ------------------------------------------------------------------------ | ------------------------------------------------------------------------ | ------------------------------------------------------------------------ |
| 29-5-2008                                                                | Duisburg                                                                 | Finlandia                                                                | 0 – 2                                                                    | Turchia                                                                  | Amichevole                                                               | -                                                                        | 81’                                                                      |
| 19-11-2008                                                               | San Gallo                                                                | Svizzera                                                                 | 1 – 0                                                                    | Finlandia                                                                | Amichevole                                                               | -                                                                        | 69’                                                                      |
| 10-6-2009                                                                | Helsinki                                                                 | Finlandia                                                                | 0 – 3                                                                    | Russia                                                                   | Qual. Mondiali 2010                                                      | -                                                                        | 53’                                                                      |
| 12-8-2009                                                                | Solna                                                                    | Svezia                                                                   | 1 – 0                                                                    | Finlandia                                                                | Amichevole                                                               | -                                                                        |                                                                          |
| 5-9-2009                                                                 | Lənkəran                                                                 | Azerbaigian                                                              | 1 – 2                                                                    | Finlandia                                                                | Qual. Mondiali 2010                                                      | -                                                                        |                                                                          |
| 9-9-2009                                                                 | Vaduz                                                                    | Liechtenstein                                                            | 1 – 1                                                                    | Finlandia                                                                | Qual. Mondiali 2010                                                      | -                                                                        |                                                                          |
| 10-10-2009                                                               | Helsinki                                                                 | Finlandia                                                                | 2 – 1                                                                    | Galles                                                                   | Qual. Mondiali 2010                                                      | 1                                                                        |                                                                          |
| 14-10-2009                                                               | Amburgo                                                                  | Germania                                                                 | 1 – 1                                                                    | Finlandia                                                                | Qual. Mondiali 2010                                                      | -                                                                        | 90’                                                                      |
| 3-3-2010                                                                 | Ta' Qali                                                                 | Malta                                                                    | 1 – 2                                                                    | Finlandia                                                                | Qual. Mondiali 2010                                                      | -                                                                        |                                                                          |
| 21-5-2010                                                                | Tallinn                                                                  | Estonia                                                                  | 2 – 0                                                                    | Finlandia                                                                | Qual. Mondiali 2010                                                      | -                                                                        |                                                                          |
| 29-5-2010                                                                | Kielce                                                                   | Polonia                                                                  | 0 – 0                                                                    | Finlandia                                                                | Amichevole                                                               | -                                                                        | 68’                                                                      |
| 11-8-2010                                                                | Turku                                                                    | Finlandia                                                                | 1 – 0                                                                    | Belgio                                                                   | Amichevole                                                               | -                                                                        |                                                                          |
| 3-9-2010                                                                 | Chișinău                                                                 | Moldavia                                                                 | 2 – 0                                                                    | Finlandia                                                                | Qual. Euro 2012                                                          | -                                                                        |                                                                          |
| 7-9-2010                                                                 | Rotterdam                                                                | Paesi Bassi                                                              | 2 – 1                                                                    | Finlandia                                                                | Qual. Euro 2012                                                          | -                                                                        |                                                                          |
| 12-10-2010                                                               | Helsinki                                                                 | Finlandia                                                                | 1 – 2                                                                    | Ungheria                                                                 | Qual. Euro 2012                                                          | -                                                                        |                                                                          |
| 17-11-2010                                                               | Helsinki                                                                 | Finlandia                                                                | 8 – 0                                                                    | San Marino                                                               | Qual. Euro 2012                                                          | -                                                                        |                                                                          |
| 9-2-2011                                                                 | Gand                                                                     | Belgio                                                                   | 1 – 1                                                                    | Finlandia                                                                | Amichevole                                                               | -                                                                        |                                                                          |
| 3-6-2011                                                                 | Serravalle                                                               | San Marino                                                               | 0 – 1                                                                    | Finlandia                                                                | Qual. Euro 2008                                                          | -                                                                        |                                                                          |
| 7-6-2011                                                                 | Solna                                                                    | Svezia                                                                   | 5 – 0                                                                    | Finlandia                                                                | Qual. Euro 2012                                                          | -                                                                        |                                                                          |
| 10-8-2011                                                                | Riga                                                                     | Lettonia                                                                 | 0 – 2                                                                    | Finlandia                                                                | Amichevole                                                               | -                                                                        | cap.                                                                     |
| 2-9-2011                                                                 | Helsinki                                                                 | Finlandia                                                                | 4 – 1                                                                    | Moldavia                                                                 | Qual. Euro 2012                                                          | -                                                                        | cap.                                                                     |
| 6-9-2011                                                                 | Helsinki                                                                 | Finlandia                                                                | 0 – 2                                                                    | Paesi Bassi                                                              | Qual. Euro 2012                                                          | -                                                                        | cap.                                                                     |
| 7-10-2011                                                                | Helsinki                                                                 | Finlandia                                                                | 1 – 2                                                                    | Svezia                                                                   | Qual. Euro 2012                                                          | -                                                                        | cap.                                                                     |
| 11-10-2011                                                               | Budapest                                                                 | Ungheria                                                                 | 0 – 0                                                                    | Finlandia                                                                | Qual. Euro 2012                                                          | -                                                                        | cap. 82’                                                                 |
| 15-11-2011                                                               | Esbjerg                                                                  | Danimarca                                                                | 2 – 1                                                                    | Finlandia                                                                | Amichevole                                                               | -                                                                        | cap. 76’ 89’                                                             |
| 29-2-2012                                                                | Klagenfurt                                                               | Austria                                                                  | 3 – 1                                                                    | Finlandia                                                                | Amichevole                                                               | -                                                                        | cap. 77’                                                                 |
| 15-8-2012                                                                | Belfast                                                                  | Irlanda del Nord                                                         | 3 – 3                                                                    | Finlandia                                                                | Amichevole                                                               | -                                                                        | cap.                                                                     |
| 7-9-2012                                                                 | Helsinki                                                                 | Finlandia                                                                | 0 – 1                                                                    | Francia                                                                  | Qual. Mondiali 2014                                                      | -                                                                        | cap. 87’                                                                 |
| 11-9-2012                                                                | Teplice                                                                  | Rep. Ceca                                                                | 0 – 1                                                                    | Finlandia                                                                | Amichevole                                                               | -                                                                        | cap. 61’                                                                 |
| 12-10-2012                                                               | Helsinki                                                                 | Finlandia                                                                | 1 – 1                                                                    | Georgia                                                                  | Qual. Mondiali 2014                                                      | -                                                                        | cap.                                                                     |
| 6-2-2013                                                                 | Netanya                                                                  | Israele                                                                  | 2 – 1                                                                    | Finlandia                                                                | Amichevole                                                               | -                                                                        | cap.                                                                     |
| 22-3-2013                                                                | Gijón                                                                    | Spagna                                                                   | 1 – 1                                                                    | Finlandia                                                                | Qual. Mondiali 2014                                                      | -                                                                        | cap. 90+1’                                                               |
| 26-3-2013                                                                | Lussemburgo                                                              | Lussemburgo                                                              | 0 – 3                                                                    | Finlandia                                                                | Amichevole                                                               | -                                                                        | cap.                                                                     |
| 11-6-2013                                                                | Homel'                                                                   | Bielorussia                                                              | 1 – 1                                                                    | Finlandia                                                                | Qual. Mondiali 2014                                                      | -                                                                        | cap.                                                                     |
| 14-8-2013                                                                | Turku                                                                    | Finlandia                                                                | 2 – 0                                                                    | Slovenia                                                                 | Amichevole                                                               | 1                                                                        | cap.                                                                     |
| 6-9-2013                                                                 | Helsinki                                                                 | Finlandia                                                                | 0 – 2                                                                    | Spagna                                                                   | Qual. Mondiali 2014                                                      | -                                                                        | cap.                                                                     |
| 10-9-2013                                                                | Tbilisi                                                                  | Georgia                                                                  | 0 – 1                                                                    | Finlandia                                                                | Qual. Mondiali 2014                                                      | -                                                                        | cap.                                                                     |
| 16-11-2013                                                               | Cardiff                                                                  | Galles                                                                   | 1 – 1                                                                    | Finlandia                                                                | Amichevole                                                               | -                                                                        | cap. 62’                                                                 |
| 5-3-2014                                                                 | Győr                                                                     | Ungheria                                                                 | 1 – 2                                                                    | Finlandia                                                                | Amichevole                                                               | -                                                                        | cap.                                                                     |
| 21-5-2014                                                                | Helsinki                                                                 | Finlandia                                                                | 2 – 2                                                                    | Rep. Ceca                                                                | Amichevole                                                               | -                                                                        | cap. 46’                                                                 |
| 29-5-2014                                                                | Ventspils                                                                | Finlandia                                                                | 0 – 1                                                                    | Lituania                                                                 | Amichevole                                                               | -                                                                        | cap. 68’                                                                 |
| 31-5-2014                                                                | Ventspils                                                                | Finlandia                                                                | 2 – 0                                                                    | Estonia                                                                  | Amichevole                                                               | -                                                                        | cap.                                                                     |
| 7-9-2014                                                                 | Tórshavn                                                                 | Fær Øer                                                                  | 1 – 3                                                                    | Finlandia                                                                | Qual. Euro 2016                                                          | -                                                                        | cap.                                                                     |
| 11-10-2014                                                               | Helsinki                                                                 | Finlandia                                                                | 1 – 1                                                                    | Grecia                                                                   | Qual. Euro 2016                                                          | -                                                                        | cap.                                                                     |
| 14-10-2014                                                               | Helsinki                                                                 | Finlandia                                                                | 0 – 2                                                                    | Romania                                                                  | Qual. Euro 2016                                                          | -                                                                        | cap.                                                                     |
| 14-11-2014                                                               | Budapest                                                                 | Ungheria                                                                 | 1 – 0                                                                    | Finlandia                                                                | Qual. Euro 2016                                                          | -                                                                        | cap.                                                                     |
| 18-11-2014                                                               | Žilina                                                                   | Slovacchia                                                               | 2 – 1                                                                    | Finlandia                                                                | Amichevole                                                               | -                                                                        | cap.                                                                     |
| 29-3-2015                                                                | Belfast                                                                  | Irlanda del Nord                                                         | 2 – 1                                                                    | Finlandia                                                                | Qual. Euro 2016                                                          | -                                                                        | cap.                                                                     |
| 9-6-2015                                                                 | Turku                                                                    | Finlandia                                                                | 0 – 2                                                                    | Estonia                                                                  | Amichevole                                                               | -                                                                        | cap. 60’                                                                 |
| 13-6-2015                                                                | Helsinki                                                                 | Finlandia                                                                | 0 – 1                                                                    | Ungheria                                                                 | Qual. Euro 2016                                                          | -                                                                        | cap.                                                                     |
| 8-10-2015                                                                | Bucarest                                                                 | Romania                                                                  | 1 – 1                                                                    | Finlandia                                                                | Qual. Euro 2016                                                          | -                                                                        | cap.                                                                     |
| 31-8-2016                                                                | Mönchengladbach                                                          | Germania                                                                 | 2 – 0                                                                    | Finlandia                                                                | Amichevole                                                               | -                                                                        | cap.                                                                     |
| 5-9-2016                                                                 | Turku                                                                    | Finlandia                                                                | 1 – 1                                                                    | Kosovo                                                                   | Qual. Mondiali 2018                                                      | -                                                                        | cap.                                                                     |
| 6-10-2016                                                                | Reykjavík                                                                | Islanda                                                                  | 3 – 2                                                                    | Finlandia                                                                | Qual. Mondiali 2018                                                      | -                                                                        | cap.                                                                     |
| 9-10-2016                                                                | Tampere                                                                  | Finlandia                                                                | 0 – 1                                                                    | Croazia                                                                  | Qual. Mondiali 2018                                                      | -                                                                        | cap.                                                                     |
| 24-3-2017                                                                | Adalia                                                                   | Turchia                                                                  | 2 – 0                                                                    | Finlandia                                                                | Qual. Mondiali 2018                                                      | -                                                                        | cap.                                                                     |
| 28-3-2017                                                                | Innsbruck                                                                | Austria                                                                  | 1 – 1                                                                    | Finlandia                                                                | Amichevole                                                               | -                                                                        | cap.                                                                     |
| 7-6-2017                                                                 | Turku                                                                    | Finlandia                                                                | 1 – 1                                                                    | Liechtenstein                                                            | Amichevole                                                               | -                                                                        | cap.                                                                     |
| 11-6-2017                                                                | Tampere                                                                  | Finlandia                                                                | 1 – 2                                                                    | Ucraina                                                                  | Qual. Mondiali 2018                                                      | -                                                                        | cap.                                                                     |
| 6-10-2017                                                                | Fiume                                                                    | Croazia                                                                  | 1 – 1                                                                    | Finlandia                                                                | Qual. Mondiali 2018                                                      | -                                                                        | cap.                                                                     |
| 9-10-2017                                                                | Turku                                                                    | Finlandia                                                                | 2 – 2                                                                    | Turchia                                                                  | Qual. Mondiali 2018                                                      | -                                                                        | cap.                                                                     |
| 9-11-2017                                                                | Helsinki                                                                 | Finlandia                                                                | 3 – 0                                                                    | Estonia                                                                  | Amichevole                                                               | -                                                                        | cap. 46’                                                                 |
| Totale                                                                   |                                                                          | Presenze                                                                 | 62                                                                       |                                                                          | Reti                                                                     | 2                                                                        |                                                                          |

## Palmarès

### Club

#### Competizioni nazionali
- Campionato olandese: 3

AZ: 2008-2009
Ajax: 2012-2013, 2013-2014
- Campionato svedese: 1

Malmö: 2021, 2023
- Supercoppa dei Paesi Bassi: 2

AZ: 2009
Ajax: 2013
- Campionato svedese: 1

Malmö: 2024
- Coppa di Svezia: 2

Malmö: 2021-2022, 2023-2024

### Individuale
- Calciatore finlandese dell'anno: 2

2012, 2013